# Le Cœur de la forêt (film, 1979)
Le Cœur de la forêt (titre original : El corazón del bosque) est un film espagnol réalisé par Manuel Gutiérrez Aragón et sorti en 1979.

## Synopsis
Espagne, années cinquante. La Guerre civile est officiellement terminée. Pourtant, quelques maquis poursuivent le combat. Comme celui du guérillero El Andarín qui se réfugie dans une région montagneuse difficilement accessible. Se conformant aux directives du Parti communiste d'Espagne, son camarade Juan est chargé de le convaincre d'abandonner la voie de la lutte armée...

## Fiche technique
- Titre du film : Le Cœur de la forêt
- Titre original : El corazón del bosque
- Réalisation : Manuel Gutiérrez Aragón
- Scénario : Manuel Gutiérrez Aragón, Luis Megino
- Photographie : Teo Escamilla
- Format : Eastmancolor, 35 mm
- Musique : Jaime Robles, Jesús Oriola, Pedro González, Vicente Martínez
- Production : Arandano S.A.
- Pays d'origine :  Espagne
- Durée : 100 minutes
- Dates de sortie : février 1979 au Festival international du film de Berlin ; 8 mars 1989 en France

## Distribution
- Norman Briski : Juan
- Ángela Molina : Amparo
- Luis Politti : El Andarín
- Víctor Valverde : Suso
- Santiago Ramos : Atiano

## Commentaire
« On peut parler [...] de chemin initiatique à propos de El corazón del bosque inspiré du livre de Joseph Conrad, Au cœur des ténèbres », note Emmanuel Larraz. Le film ne se limite pas, en effet, au seul aspect politique. Critiquant la direction communiste, coupable d'avoir abandonné nombre de ses guérilleros après la défaite, il décrit également comment « le maquis cesse d'être un héros et devient une figure déchue. » El Andarín (Luis Politti) est un combattant à l'agonie, survivant grâce à l'empathie des villageois. Un des siens le tuera, non par trahison, mais afin de sauvegarder son aura mythique. Quant à Juan (Norman Briski), envoyé clandestinement aux Asturies pour interrompre la dissidence d'un maquis, l'immense forêt dans laquelle il s'enfonce transforme sa mission. Celle-ci devient alors « un parcours intérieur vers la connaissance de soi. » Le film de Manuel Gutiérrez Aragón atteint ainsi une véritable dimension anthropologique.